# Sandra Gasparini
Sandra Gasparini (* 28. November 1990 in Sterzing) ist eine ehemalige italienische Rennrodlerin.

## Werdegang
Sandra Gasparini ist Studentin und lebt in Sterzing. Sie rodelte seit 2004 und gehörte seitdem auch dem Nationalkader Italiens an. Ihre erste Saison bei den Senioren fuhr Gasparini 2006/07. Ihr Debüt beim Rennrodel-Weltcup gab sie im ersten Rennen der Saison in Cesana Pariol, wo sie 28. wurde. In ihrer zweiten Saison waren drei 16. Ränge ihre besten Ergebnisse, womit sie als 17. im Gesamtweltcup ihr bisher bestes Gesamtresultat erreichte. Nur wenig schlechter waren die Ergebnisse der Saison 2008/09. Bei den Rennrodel-Weltmeisterschaften 2007 in Igls belegte sie im Einzelrennen den 21. Rang und gewann Silber mit der italienischen Mannschaft im Team-Wettbewerb. Die Rennrodel-Europameisterschaften 2008 beendete sie im Einzel als 12. und gewann mit der Mannschaft Bronze. Ein Jahr später bei den Weltmeisterschaften in Lake Placid kam sie im Einzel auf den 18. Platz. 2009 wurde sie Italienische Meisterin. Die Saison 2009/10 begann sie mit eher mittelmäßigen Ergebnissen in Calgary und Altenberg, bevor sie anschließend ihre Leistungen wieder steigern konnte. In Winterberg gelang ihr mit dem neunten Platz ihr erstes Top-10-Ergebnis im Weltcup. Bei den Olympischen Winterspielen 2010 in Vancouver erreichte sie den 20. Platz. Die Saison beendete sie kurz darauf auf dem 18. Platz der Weltcup-Gesamtwertung. 2012 holte sie mit dem italienischen Team bei der Europameisterschaft in der Teamstaffel Bronze. Bei der Europameisterschaft 2013 holte sie in der Teamstaffel Silber. Nachdem sie bei der Rennrodel-Europameisterschaft 2014 Bronze in der Teamstaffel gewonnen, beendete sie die Olympischen Winterspiele in Sotschi im Einzel auf dem 14. Platz und in der Staffel erreichte das Team den 5. Platz. Mit 23 Jahren hat Sandra Gasparini ihre Karriere beendet.

## Erfolge
National
| Italienische Junioren-Meisterschaften | Italienische Junioren-Meisterschaften | Italienische Junioren-Meisterschaften | Italienische Junioren-Meisterschaften |
| ------------------------------------- | ------------------------------------- | ------------------------------------- | ------------------------------------- |
| Gold                                  | 2008 in Igls                          | Gold im Einsitzer                     |                                       |

| Italienische Meisterschaften | Italienische Meisterschaften | Italienische Meisterschaften | Italienische Meisterschaften |
| ---------------------------- | ---------------------------- | ---------------------------- | ---------------------------- |
| Silber                       | 2007 in Cesana               | Silber im Einsitzer          |                              |
| Gold                         | 2009 in Cesana               | Gold im Einsitzer            |                              |
| Gold                         | 2011 in Cesana               | Gold im Einsitzer            |                              |
| Gold                         | 2012 in Königssee            | Gold im Einsitzer            |                              |
| Gold                         | 2013 in La Plagne            | Gold im Einsitzer            |                              |

Weltcupsiege
|     | Datum                             | Ort        | Disziplin |
| --- | --------------------------------- | ---------- | --------- |
| 01. | 5. bis 6. Januar 2012             | Königssee  | Staffel   |
| 02. | 18. bis 19. Februar 2012          | Sigulda    | Staffel   |
| 03. | 30. November bis 1. Dezember 2013 | Winterberg | Staffel   |